# Nephtys
Nephtys – rodzaj wieloszczetów z rzędu Phyllodocida i rodziny Nephtyidae.

## Morfologia
Wieloszczety o ciele długim i wąskim, gwałtownie zwężonym ku przodowi i delikatniej zwężonym ku tyłowi, w przekroju czworokątnym, pozbawionym łusek. Prostomium zaopatrzone jest w jedną parę czułków okołogębowych, jedną parę bardzo krótkich głaszczków i jedną parę szczęk bocznych. Kształt szczęk jest stożkowaty i hakowato zagięty. Umięśniona, cylindryczna, mogąca się wynicowywać gardziel zaopatrzona jest w 22 szeregi papilli, przy czym szeregów papilli subterminalnych jest zwykle od 5 do 7 i zawsze mniej niż 10. Proksymalna część gardzieli jest gładka lub pokryta drobnymi brodawkami (verrucae). Narząd nuchalny jest zaokrąglony. Parapodia są dobrze widoczne, zbudowane z dwóch dobrze rozwiniętych gałęzi ze skomplikowanej budowy płatami przedszczecinkowymi i zaszczecinkowymi. Większość wspierających parapodia acikuli zaopatrzona jest w położone odsiebnie czapeczki. Acikule parapadiów przednich i środkowych mają zakrzywione wierzchołki. Wszystkie szczeci są niezmodyfikowane. Szczeci lirowate mogą występować lub nie. Cirrusy interramalne, tj. wyrastające z brzusznych części notopodiów i wchodzące w przestrzenie między notopodiami a neuropodiami, pełnią funkcję skrzeli i mają formę odgiętą na zewnątrz. Młodociane osobniki mogą być mylone z rodzajem Micronephthys, jako że ich cirrusy interramalne są małe i często niemal proste.

## Ekologia i występowanie
Rodzaj kosmopolityczny. Wchodzi w skład bentosu. Bytuje na różnych głębokościach, najczęściej w wodach płytkich na podłożu mulistym lub piaszczystym. Z wód polskich podawane są tylko N. caeca i N. ciliata – oba z zachodniej części Bałtyku.

## Taksonomia
Takson ten wprowadził w 1817 roku Georges Cuvier. Wielu autorów wymieniało jako jego gatunek typowy N. hombergii, jednak Cuvier nie zawarł go w swoim opisie rodzaju, w związku z czym nie może mieć on tego statusu. Według autorów World Polychaeta Database za gatunek typowy należy uznawać Nereis ciliata. W obrębie rodzaju Nephtys wyróżniano dawniej podrodzaj Aglaophamus, jednak później wyniesiono go do rangi odrębnego rodzaju. Zasadność takiego kroku potwierdziły wyniki morfologiczno-molekularnej analizy filogenetycznej autorstwa Ascensão Ravary i innych z 2010 roku. Według nich rodzaje tworzą w obrębie Nephytidae odrębne klady, a pozycję siostrzaną względem rodzaju Nephtys zajmuje Micronephthys.
Do rodzaju tego należy 66 opisanych gatunków:

- Nephtys acrochaeta Hartman, 1950
- Nephtys assignis Hartman, 1950
- Nephtys assimilis Örsted, 1843
- Nephtys bangladeshi Hossain & Hutchings, 2016
- Nephtys bilobatus Kudenov, 1975
- Nephtys brachycephala Moore, 1903
- Nephtys brevibranchis Hartmann-Schröder, 1959
- Nephtys bruuni Kirkegaard, 1995
- Nephtys bucera Ehlers, 1868
- Nephtys caeca (Fabricius, 1780)
- Nephtys caecoides Hartman, 1938
- Nephtys californiensis Hartman, 1938
- Nephtys capensis Day, 1953
- Nephtys chemulpoensis Jung & Hong, 1997
- Nephtys ciliata (Müller, 1788)
- Nephtys cirrosa Ehlers, 1868
- Nephtys cryptomma Harper, 1986
- Nephtys cuvieri Quatrefages, 1866
- Nephtys discors Ehlers, 1868
- Nephtys dussumieri Quatrefages, 1866
- Nephtys ectopa Chamberlin, 1919
- Nephtys ferruginea Hartman, 1940
- Nephtys fluviatilis Monro, 1937
- Nephtys furcifera Hartmann-Schröder, 1959
- Nephtys glabra Hartman, 1950
- Nephtys glossophylla Schmarda, 1861
- Nephtys gravieri  Augener, 1913
- Nephtys hombergii Savigny in Lamarck, 1818
- Nephtys hudsonica Chamberlin, 1920
- Nephtys hystricis McIntosh, 1900
- Nephtys imbricata Grube, 1857
- Nephtys impressa Baird, 1871
- Nephtys incisa Malmgren, 1865
- Nephtys inornata Rainer & Hutchings, 1977
- Nephtys kersivalensis McIntosh, 1908
- Nephtys longipes Stimpson, 1856
- Nephtys longosetosa Örsted, 1842
- Nephtys magellanica Augener, 1912
- Nephtys mesobranchia Rainer & Hutchings, 1977
- Nephtys monilibranchiata Rozbaczylo & Castilla, 1974
- Nephtys monroi Hartman, 1950
- Nephtys multicirrata Hartmann-Schröder, 1960
- Nephtys neopolybranchia Imajima & Takeda, 1987
- Nephtys oculata Hartmann-Schröder, 1959
- Nephtys panamensis Monro, 1928
- Nephtys paradoxa Malm, 1874
- Nephtys pente Rainer, 1984
- Nephtys phasuki  Nateewathana & Hylleberg, 1986
- Nephtys phyllocirra Ehlers, 1887
- Nephtys picta Ehlers, 1868
- Nephtys polybranchia Southern, 1921
- Nephtys punctata Hartman, 1938
- Nephtys quatrefagesi (Kinberg, 1866)
- Nephtys rickettsi Hartman, 1938
- Nephtys sachalinensis Alalykina & Dnestrovskaya, 2015
- Nephtys schmitti Hartman, 1938
- Nephtys semiverrucosa Rainer & Hutchings, 1977
- Nephtys serrata Imajima & Takeda, 1987
- Nephtys simoni Perkins, 1980
- Nephtys singularis Hartman, 1950
- Nephtys spiribranchis Ehlers, 1918
- Nephtys squamosa Ehlers, 1887
- Nephtys sukumoensis Kitamori, 1960
- Nephtys triangula Dixon-Bridges, Gladstone & Hutchings, 2014
- Nephtys tulearensis Fauvel, 1919
- Nephtys yuryi Dnestrovskaya, 2017